# Suflete zbuciumate
Suflete zbuciumate (titlul original: în italiană Il cammino della speranza) este un film dramatic italian, aparținând neorealismului, realizat în 1950 de regizorul Pietro Germi, după romanul Cuori negli abissi de Nino Di Maria, protagoniști fiind actorii Raf Vallone și Elena Varzi. 

## Rezumat

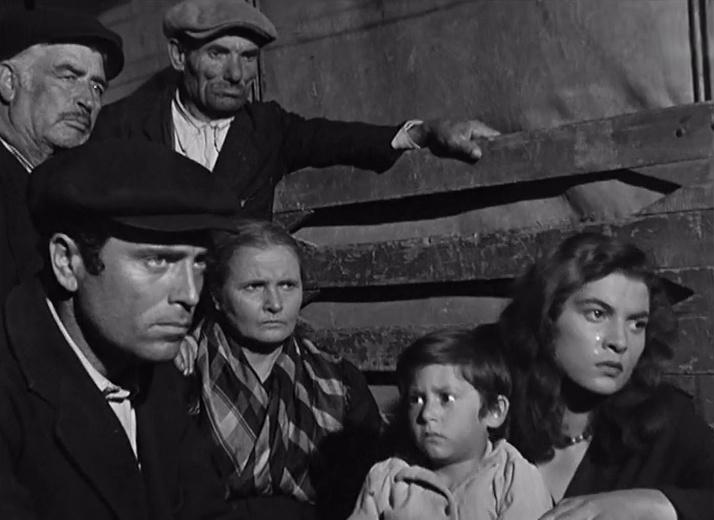
Secvență din film

## Distribuție
- Raf Vallone – Saro Cammarata
- Elena Varzi – Barbara Spadaro
- Saro Urzì – Ciccio, angajatorul
- Franco Navarra – Vanni Barillà
- Liliana Lattanzi – Rosa
- Mirella Ciotti – Lorenza
- Saro Arcidiacono – contabilul Carmelo Musco
- Francesco Tomolillo – Misciu
- Paolo Reale – Brasi
- Giuseppe Priolo – Luca
- Renato Terra – Mommino
- Carmela Trovato – Cirmena
- Angelo Grasso – Antonio Verdirami
- Assunta Radico – Beatificata
- Francesca Russella – bunica
- Giuseppe Cibaldo – Turi
- Nicolò Gibilaro – bunicul
- Chicco Coluzzi – Buda Cammarata
- Luciana Coluzzi – Michelina Cammarata
- Angelina Scaldaferri – Diodata Cammarata

## Melodii din film
Filmul este cunoscut și pentru că a lansat, pentru prima dată, piesa Vitti 'na crozza a cărei muzică, scrisă de Franco Li Causi, însoțește un text pe care Li Causi însuși îl auzise recitat de un miner în vârstă, Giuseppe Cibardo Bisaccia. Din acest motiv, autorul piesei a fost subiect de controverse până la atribuirea acestuia în 1979 lui Li Causi. 

## Premii și nominalizări
- 1951 A fost selecționat și prezentat în competiție la Festivalul de Film de la Cannes [2]
- 1951 A câștigat Ursul de Argint la Festivalul de la Berlin[3]